# Open de Grande-Bretagne de snooker
L'Open de Grande-Bretagne de snooker est un tournoi de snooker professionnel créé en 1980, disparu en 2004 et relancé en 2021. Il a pris place en différentes villes d'Angleterre.

## Historique
Steve Davis a remporté ce tournoi cinq fois, mais un de ces titres n'a été disputé que par deux autres joueurs de classement modeste. Stephen Hendry et John Higgins comptent chacun quatre titres.
En 2021, il revient dans le calendrier du snooker après 17 années d'absence. 

## Palmarès
| Année                                      | Ville                                      | Vainqueur                                  | Finaliste                                  | Score                                      | Saison                                     |
| Coupe d'or de Grande-Bretagne (non classé) | Coupe d'or de Grande-Bretagne (non classé) | Coupe d'or de Grande-Bretagne (non classé) | Coupe d'or de Grande-Bretagne (non classé) | Coupe d'or de Grande-Bretagne (non classé) | Coupe d'or de Grande-Bretagne (non classé) |
| ------------------------------------------ | ------------------------------------------ | ------------------------------------------ | ------------------------------------------ | ------------------------------------------ | ------------------------------------------ |
| 1980                                       | Derby                                      | Alex Higgins                               | Ray Reardon                                | 5-1                                        | 1979-1980                                  |
| Trophée Yamaha Organs (non classé)         |                                            |                                            |                                            |                                            |                                            |
| 1981                                       | Derby                                      | Steve Davis                                | David Taylor                               | 9-6                                        | 1980-1981                                  |
| Masters International (non classé)         |                                            |                                            |                                            |                                            |                                            |
| 1982                                       | Derby                                      | Steve Davis (2)                            | Terry Griffiths                            | 9-7                                        | 1981-1982                                  |
| 1983                                       | Derby                                      | Ray Reardon                                | Jimmy White                                | 9-6                                        | 1982-1983                                  |
| 1984                                       | Derby                                      | Steve Davis (3)                            | David Martin                               | [ 3 ]                                      | 1983-1984                                  |
| Open de Grande-Bretagne (classé)           |                                            |                                            |                                            |                                            |                                            |
| 1985                                       | Derby                                      | Silvino Francisco                          | Kirk Stevens                               | 12-9                                       | 1984-1985                                  |
| 1986                                       | Derby                                      | Steve Davis (4)                            | Willie Thorne                              | 12-7                                       | 1985-1986                                  |
| 1987                                       | Derby                                      | Jimmy White                                | Neal Foulds                                | 13-9                                       | 1986-1987                                  |
| 1988                                       | Derby                                      | Stephen Hendry                             | Mike Hallett                               | 13-2                                       | 1987-1988                                  |
| 1989                                       | Derby                                      | Tony Meo                                   | Dean Reynolds                              | 13-6                                       | 1988-1989                                  |
| 1990                                       | Derby                                      | Bob Chaperon                               | Alex Higgins                               | 10-8                                       | 1989-1990                                  |
| 1991                                       | Derby                                      | Stephen Hendry (2)                         | Gary Wilkinson                             | 10-9                                       | 1990-1991                                  |
| 1992                                       | Derby                                      | Jimmy White (2)                            | James Wattana                              | 10-7                                       | 1991-1992                                  |
| 1993                                       | Derby                                      | Steve Davis (5)                            | James Wattana                              | 10-2                                       | 1992-1993                                  |
| 1994                                       | Plymouth                                   | Ronnie O'Sullivan                          | James Wattana                              | 9-4                                        | 1993-1994                                  |
| 1995                                       | Plymouth                                   | John Higgins                               | Ronnie O'Sullivan                          | 9-6                                        | 1994-1995                                  |
| 1996                                       | Plymouth                                   | Nigel Bond                                 | John Higgins                               | 9-8                                        | 1995-1996                                  |
| 1997                                       | Plymouth                                   | Mark Williams                              | Stephen Hendry                             | 9-2                                        | 1996-1997                                  |
| 1998                                       | Plymouth                                   | John Higgins (2)                           | Stephen Hendry                             | 9-8                                        | 1997-1998                                  |
| 1999 (1)                                   | Plymouth                                   | Fergal O'Brien                             | Anthony Hamilton                           | 9-7                                        | 1998-1999                                  |
| 1999 (2)                                   | Plymouth                                   | Stephen Hendry (3)                         | Peter Ebdon                                | 9-5                                        | 1999-2000                                  |
| 2000                                       | Plymouth                                   | Peter Ebdon                                | Jimmy White                                | 9-6                                        | 2000-2001                                  |
| 2001                                       | Newcastle upon Tyne                        | John Higgins (3)                           | Graeme Dott                                | 9-6                                        | 2001-2002                                  |
| 2002                                       | Telford                                    | Paul Hunter                                | Ian McCulloch                              | 9-4                                        | 2002-2003                                  |
| 2003                                       | Brighton                                   | Stephen Hendry (4)                         | Ronnie O'Sullivan                          | 9-6                                        | 2003-2004                                  |
| 2004                                       | Brighton                                   | John Higgins (4)                           | Stephen Maguire                            | 9-6                                        | 2004-2005                                  |
| 2021                                       | Leicester                                  | Mark Williams (2)                          | Gary Wilson                                | 6-4                                        | 2021-2022                                  |
| 2022                                       | Milton Keynes                              | Ryan Day                                   | Mark Allen                                 | 10-7                                       | 2022-2023                                  |
| 2023                                       | Cheltenham                                 | Mark Williams (3)                          | Mark Selby                                 | 10-7                                       | 2023-2024                                  |
| 2024                                       | Cheltenham                                 | Mark Selby                                 | John Higgins                               | 10-5                                       | 2024-2025                                  |

## Bilan par pays
| Pays            | Joueurs | Total | Premier titre | Dernier titre |
| --------------- | ------- | ----- | ------------- | ------------- |
| Angleterre      | 8       | 13    | 1981          | 2024          |
| Écosse          | 2       | 8     | 1988          | 2004          |
| Pays de Galles  | 3       | 5     | 1983          | 2023          |
| Irlande du Nord | 1       | 1     | 1980          | 1980          |
| Afrique du Sud  | 1       | 1     | 1985          | 1985          |
| Canada          | 1       | 1     | 1990          | 1990          |
| Irlande         | 1       | 1     | 1999          | 1999          |